# شهرستان خروبیشوف
شهرستان خروبیشوف (به لهستانی: Hrubieszów County) یک شهرستان  در استان لوبلین است 

## خصوصیات
شهرستان خروبیشوف ۱٬۲۶۹.۴۵ کیلومتر مربع مساحت و ۶۸٬۸۲۲ نفر جمعیت دارد و متر بالاتر از سطح دریا واقع شده‌است.